# Stadt- und Landhaus Veurne

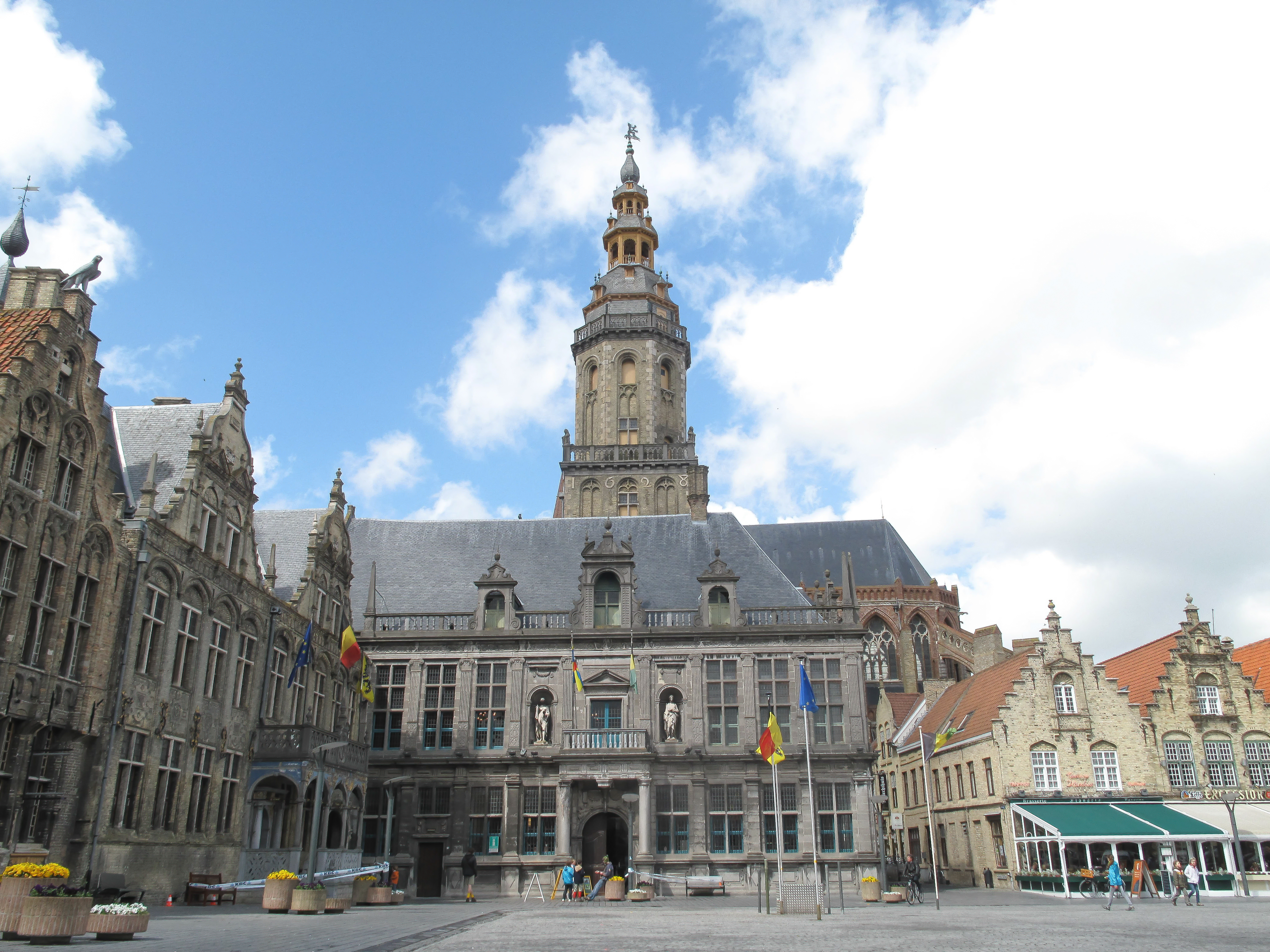
Gesamtansicht mit Belfried und Walburgakirche

Das Stadt- und Landhaus (niederländisch Stadhuis en Landhuis) ist der Sitz der Stadt- und Landesverwaltung mit Belfried am Marktplatz von Veurne in der belgischen Provinz Westflandern, das heute als Gerichtshof genutzt wird. Beide bilden ein architektonisch und historisch bedeutsames Ensemble an der Nordseite des Marktplatzes. Das Landhaus bildet einen Winkel mit dem ehemaligen Stadthaus oder heutigem Rathaus an der Westseite. Die Rückfassaden und der Glockenturm gehen in Richtung des Sint-Walburgaparks und des Heldenpleins. Das Ensemble ist als Kulturdenkmal registriert.

## Geschichte
Das ehemalige Herrenhaus mit eingebauter Kapelle wurde 1613–1621 auf Kosten der Burgverwaltung anstelle des alten, baufälligen Herrenhauses erbaut. Eine Restaurierung der Fassade wurde in den Jahren 1873–1879 unter der Leitung des Architekten J. Vinck (Veurne) vorgenommen. Restaurierungsarbeiten nach Kriegsschäden, die die Dacheindeckung und die Schornsteine betrafen, erfolgten unter der Leitung der Architekten J. und L. Viérin (Brügge) in den Jahren 1949–1952.

## Architektur

### Landhaus

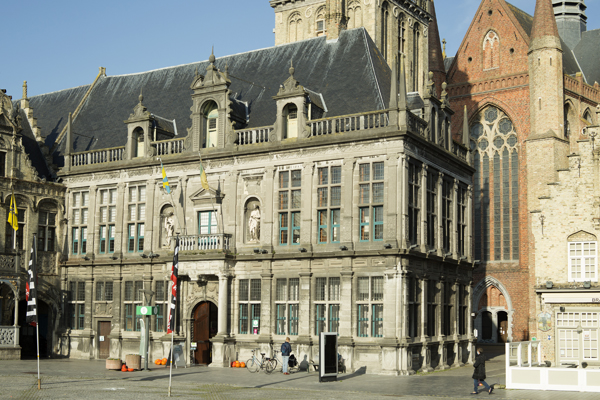
Landhaus Veurne

Das Hauptgebäude des Landhauses ist mit neun Achsen an der Südfassade und drei Achsen an der rechten Flügelfassade (Osten) ausgestattet, die dem Grote Markt bzw. der Sint-Walburgastraat zugewandt sind. Das Bauwerk gliedert sich in zwei Stockwerke unter einem geneigten (Schiefer-)Dach und ist rechts eingewölbt; die Mittelgaube stammt von 1617. Der Entwurf der Fassade wird Sylvain Boullain zugeschrieben.
Das Bauwerk ist ein Beispiel für den klassischen Stil der Renaissance-Architektur in den Niederlanden in Anlehnung an die reine italienische Hochrenaissance, die von Cornelis Floris de Vriendt (1514–1575) gefördert wurde; nur die skurrilen Dachgauben verweisen auf den Stil von Hans Vredeman de Vries, der sich durch reichere Verzierungen auszeichnet.

### Stadthaus

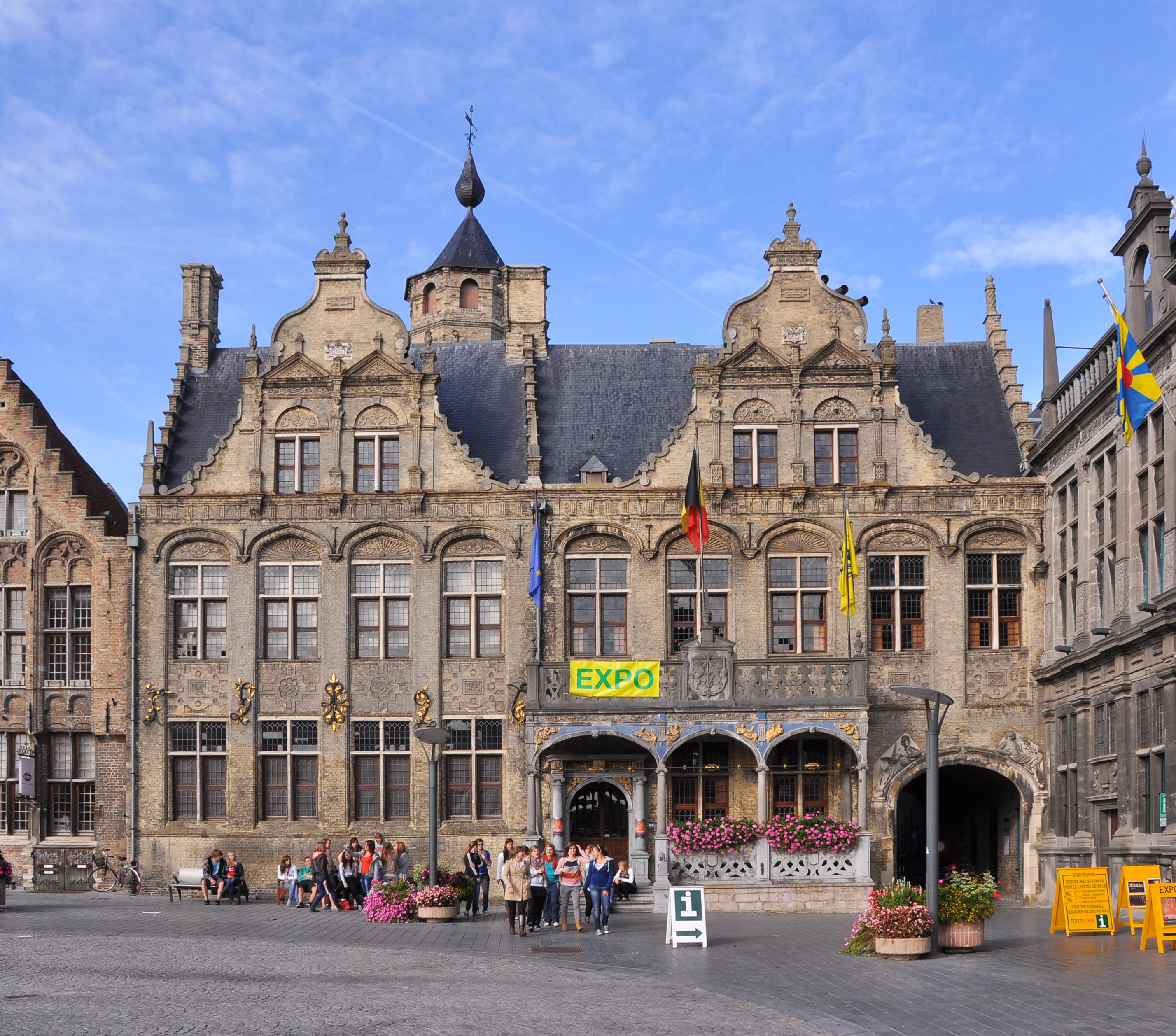
Stadthaus Veurne

Im Gegensatz dazu steht die hybride lokale Interpretation der Renaissance-Architektur des Stadt- oder Rathauses. Sowohl die Verwendung von Materialien als auch die ausgewogene Komposition der Fassade zeugen von einer reiferen Anwendung des Renaissance-Stils. Steinmaterial aus Arquennes wurde anstelle des traditionellen Ziegels angewandt. Das Bauwerk zeigt Pilastergiebel (Vorderseite und rechte Seite), die durch eine Mischung von dorischen und kannelierten, mit Arabesken verzierten Kompositpilastern und stilisierten Kanonen charakterisiert sind. Der markierte Sockel ist mit Paneelwerk gegliedert. Ein verkröpftes Gesims und eine Brüstung mit Maßwerk zwischen Kassettentüren sind weitere Gliederungselemente. Ein aufwändiges Gebälk ist mit gegliedertem Architrav, Fries mit stilisiertem Blumenmotiv und profiliertem Gesims auf gezacktem Gesims gestaltet. Den Abschluss bildet eine Balustrade mit Eckobelisken und Dachgauben mit Flügeln, Rankenwerk und geschwungenem Giebel. Die Fassade ist mit Mittelerker und Türöffnung akzentuiert. Das Bauwerk wird durch ein Rundbogenportal mit Pilastern und Schlussstein erschlossen, das von dorischen Säulen auf Sockel, die ein Gebälk mit Balkonbrüstung tragen, flankiert ist; in den Fahnen sind zwei Figuren mit Lorbeerkranz dargestellt. Das Bauwerk wird durch Balkonfenster in Gürtelrahmen mit Ohren und Giebel erhellt, die zwischen zwei rundbogigen Nischen auf Sockeln mit allegorischen Skulpturen zum Thema Frieden und Gerechtigkeit (aus dem vierten Viertel des 19. Jahrhunderts) angeordnet sind; diese ersetzen die ursprünglichen Statuen der Erzherzöge Albrecht und Isabella. Die Kreuzstockfenster, darunter auch Doppelfenster im Obergeschoss sind mit Glasmalerei versehen. Ein rechteckiger Dienstboteneingang ist links unter kunstvollem Gebälk mit Kartusche angeordnet; ein runder Rahmen bildet das Oberlicht.

### Linker Flügel
Der linke zweistöckige Backsteinflügel ist über die gewölbte „Feuerschneise“ des Stadthauses zugänglich. Der Baustil entspricht der lokalen Interpretation der Renaissance-Architektur. Der rechte Giebel ist mit einer rechteckigen Tür unter steinernem Sturz erschlossen; der linke Giebel hat Kreuzfenster im Obergeschoss; vierjochige Seitenfassade mit Loggien; Gedenktafeln; Giebelseite mit verwitterter Inschrift „1621 Manet ultima coelo“; sogenannter Brügger Erker mit Kreuzfenstern; glockenförmige Holzfensterrahmen in zurückgesetztem Tudorbogenrahmen im Dachgeschoss.
Die Backsteinrückfassaden im Norden sind mit Ankern und rechteckigen Wandöffnungen versehen, die im Erdgeschoss in Korbbogenrahmen eingelassen sind; Satteldach mit Gaube auf der rechten Seite.

### Belfried
Auf der linken Seite wird das Gebäude von dem teilweise errichteten Belfried beherrscht, der anhand der vorspringenden Ziegelköpfe in der Südfassade auf das Jahr 1628 datiert wird. Mit dem Bau wurde wahrscheinlich 1617 begonnen, wie ein Stein mit der Inschrift „IACOBO A. BRIARDE BEAUVOIRDO FRANCISCO WICHUUSIO COSS. 1617“ angibt; laut dem Chronisten P. Heinderycx (1633–1683) wurde das Bauwerk 1629 fertiggestellt. Der Ziegelsteinbau mit Ankern ist mit Naturstein-Ecksteinen versehen. Ein quadratischer, vierjochiger Unterbau ist mit profilierten Rundbogennischen mit spätgotischem Maßwerk und einigen ausgeschnittenen Kreuzfenstern gestaltet, der in einer durchbrochenen Brüstung im Überhang endet. Der achteckige Aufbau zeigt ähnliche Merkmale, Balustrade und eine kuppelförmiger Haube mit einem durchbrochenen Laternenturm, der sich in kleinerem Maßstab unter einem Birnenturm an der Spitze wiederholt. In der Mitte ist ein vorspringender Kapellengiebel mit dreiseitigem Chor angeordnet, der 1617 im Schlussstein datiert ist. Im Erdgeschoss sind rechteckige Wandöffnungen in Korbbogenrahmen eingelassen. Die Erkerfenster sind mit Falz und durchgehender Verdachung versehen.

### Rechter Flügel
An der rechten Ecke lehnt ein dreiachsiges, zweigeschossiges Nebengebäude mit Satteldach (First parallel zum Hauptgebäude, Schiefer), das in einer Kartusche mit der Jahreszahl 1621 versehen ist. Die Südfassade ist mit sogenannten Brügger Erkern ausgestattet, die Nordfassade geschlossen. Der gegliederte Seitengiebel ist mit einem verschwenkten und verbreiterten Oberteil mit Rankenwerk verziert. Die Renaissance-Muster der Fenster sind typisch für die Region.

### Inneres
Das Bauwerk ist durch eine Vorhalle mit Stuckgewölbe aus dem Jahr 1719 zu betreten. Der Gerichtssaal ist mit Renaissance-Einrichtung versehen: darunter ein Kamin von Hieronymus Stalpaert, 1618, zwischen zwei Blausteinportalen, 1619; eine teilweise zugemauerte Natursteinarkade mit vier Rundbögen auf kannelierten korinthischen Pilastern auf kunstvoller Brüstung. Der Gerichtssaal hat eine Eichentäfelung; die Balken sind mit der Jahreszahl 1621 datiert. Die Kapelle (1617) ist mit einer Empore ausgestattet. Das Innere des Glockenturms enthält eine Steintreppe zum ersten Stock, ist innen mit Rundbögen geöffnet und durch gemauerte Kreuzrippengewölbe mit Traufgesims gedeckt.